# Інджил

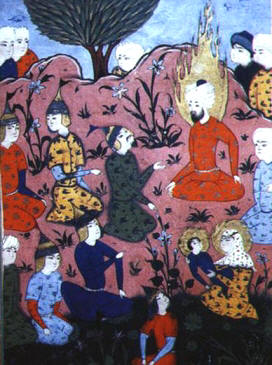
Мініатюра, на якій зображений мусульманський Ісус (Іса) під час нагірної проповіді

Інджил або Інджиль (араб. إنجيل себто Євангеліє, походить із ефіоп. wāngel від грец. εύαγγέλιον) в ісламі — Євангеліє Христове, назва для всього Нового Заповіту. В Корані — писання, послане Аллахом пророку Ісі. Інджил згадується серед божественних писань поруч із Таурою (Торою) і Кораном.
Коран посилається на Інджил на підтвердження обіцянок Аллаха нагородити раєм тих, хто гине за віру. Згідно з Кораном, у Інджилі містились передбачення появи Мухаммеда, однак текст Інджилу був спотворений християнами. За Кораном, це писання було послане на підтвердження істинності Таури. Однак, водночас, у Інджилі містились і нові закони. Тому, за мусульманською традицією, пророк Іса був великим пророком (расулом) — засновником нового шаріату. Мусульмани вважають, що після зіслання Корану, релігійні положення, які містилися в Інджилі, були скасовані Аллахом.

У Корані є вислови, мотиви і образи, взяті з канонічних чи апокрифічних Євангелій, зокрема оповіді про народження Маріам, Іси, Ях'ї, про чудеса Іси і т. д. Всі вони переказують християнські передання, що були розповсюджені у доісламькій Аравії здебільшого в усній формі.

Середньовічна ісламська література відображає знання текстів Нового Заповіту. У VIII — IX ст. поширюються арабські переклади Євангелій з грецької, сирійської та коптської мов. Тлумачення коранічних текстів і переказів про пророків створювались на основі добре відомих євангельських оповідей. Посилання на Інджил часто зустрічаються в мусульманській полемічній літературі